# Anna Arfelli Galli
Anna Arfelli Galli (* 9. September 1933 in Ravenna; † 1. Mai 2019 in Macerata) war eine italienische Medizinerin und Psychologin,  ordentliche Professorin für Entwicklungspsychologie und Pädagogische Psychologie an der Universität Macerata.

## Leben und Werk
Anna Arfelli studierte Medizin und Chirurgie sowie anschließend auch Klinische Psychologie an der Universität Bologna, wo sie über ihren Lehrer Renzo Canestrari, einem der namhaftesten Gestaltpsychologen Italiens, auch mit der Gestalttheorie vertraut wurde. Sie gehörte damit – wie auch ihr Ehemann Giuseppe Galli – der „Schule von Bologna“ der italienischen Gestaltpsychologie an. Zu ihrer klinischen Ausbildung gehörte auch eine gruppentherapeutische Ausbildung bei den Gruppenanalytikern Alice von Platen und Augusto Ricciardi und bei dem Psychoanalytiker Giampaolo Lai.
Ihre 1957 angenommene, von Canestrari betreute Dissertation beschäftigte sich bereits mit einem entwicklungspsychologischen Thema, nämlich mit dem Lächeln des Säuglings. Die Entwicklungspsychologie und die Lehrerausbildung wurden dann auch zu den beiden Schwerpunkten ihrer weiteren Lehr- und Forschungstätigkeit. Anna Arfelli Galli lehrte ab 1971 Entwicklungspsychologie und Pädagogische Psychologie an der Universität Macerata, zuerst als Dozentin, von 1991 bis 2003 als ordentliche Universitätsprofessorin. Nach ihrer Emeritierung im Jahr 2003 war Anna Arfelli Galli bis Ende 2012 Direktorin des Forschungszentrums für Entwicklungspsychologie und Erziehung an der Universität Macerata. Ihre letzten Publikationen befassen sich vor allem mit den entwicklungspsychologischen Forschungsarbeiten der Gestalttheorie. Dazu legte sie auch eine Sammelübersicht in Buchform vor, Gestaltpsychologie und Kinderforschung (2013).
Anna Arfelli Galli wurde 2013 die Ehrenmitgliedschaft der internationalen Gesellschaft für Gestalttheorie und ihre Anwendungen verliehen.

## Publikationen (Auswahl)
- L’evoluzione del Sé. Teoria psicologica e prassi educativa. Cittadella editrice, Assisi 1995, ISBN 88-308-0577-7.
- als Hrsg.: Didattica interattiva e formazione degli insegnanti. Clueb, Bologna 1997, ISBN 88-8091-497-9.
- mit Michele Corsi (Hrsg.): Riforma della scuola e formazione degli insegnanti in Italia. Istituti Editoriali e Poligrafici Internazionali, Pisa 1998, ISBN 88-8147-134-5.
- mit Anna Maria D’Emilo (Hrsg.): Conoscersi per decidere. Uno studio sull'orientamento nella scuola di base. Morlacchi Editore, Perugia 2000, ISBN 88-87716-18-8.
- L’organismo umano come sistema. In: P. Nicolini (Hrsg.): Conoscere il corpo. Rappresentazioni dei bambini e mediazione culturale nell’insegnamento delle scienze. Franco Angeli, Milano 2000, ISBN 88-464-2094-2, S. 9–21, 78–84.
- Die Aufrichtigkeit der Eltern angesichts der sexuellen Neugierde ihrer eigenen Kinder. Carl Gustav Jung und Melanie Klein in der Rolle als Eltern. In: Giuseppe Galli: Psychologie der sozialen Tugenden. 2., erweiterte Auflage. Böhlau, Wien 1999, ISBN 3-205-77308-X, S. 196–224. (1. Auflage, S. 170–198)
- Prima Di Dire ‘Io’. In: Anna Arfelli Galli u. a.: L'Io allo Specchio. Edizione Simple, Macerata 2005, ISBN 88-89177-44-6.
- Field-Theory and Analysis of Child Behavior in Wolfgang Metzger’s School. Development of Self Consciousness and Motivation for Achievement.[ In: Gestalt Theory. Band 28(4), 2006, S. 389–402.
- La rilevanza della Gestalttheorie per la ricerca psicologica. Edizione Simple, Macerata 2007, ISBN 978-88-89177-83-9.
- The relevance of Metzger’s thought on early childhood development. In: Gestalt Theory. Vol. 30(4) 2008, S. 403–408.
- Die Entstehung der Person. In: Giuseppe Galli (Hrsg.): Gestaltpsychologie und Person: Entwicklungen der Gestaltpsychologie. Krammer, Wien 2010, ISBN 978-3-901811-43-2, S. 77–108.
- Richard Meili als Entwicklungspsychologe. In: Gestalt Theory. Band 33(1), 2001, S. 41–56.
- Das Werden der Person – Gestalttheoretische Beiträge. In: Phänomenal. Band 3(1) 2011, S. 8–13, und in G. Stemberger (Hrsg.), Grundkonzepte der Gestalttheoretischen Psychotherapie, Krammer, Wien 2024, ISBN 978-3-901811-82-1, S. 155–164.
- Eino Kaila und die Wahrnehmung des menschlichen Gesichts beim Säugling. In: Gestalt Theory. Band 34(1), 2012, S. 15–30.
- Gestaltpsychologie und Kinderforschung. Krammer, Wien 2013, ISBN 978-3-901811-66-1. (Stellt die empirischen Forschungsbeiträge von Koffka, Lewin, Kaila, Meili, Gottschaldt, Metzger und ihren Schülern zur Entwicklungspsychologie des Kindes aus den Jahren 1921–1975 vor) (Italienische Fassung: La psicologia evolutiva nella scuola della Gestalt. EUM, Macerata 2013, ISBN 978-88-6056-370-5)

- Daniel Stern und die Entwicklung der Intersubjektivität. In: Phänomenal. Band 7(1) 2015, 27–35.